# تیماوا ویلکا
تیماوا ویلکا (به لاتین: Tymawa Wielka) یک منطقهٔ مسکونی در لهستان است که در Gmina Biskupiec, Nowe Miasto County واقع شده‌است.